# Alena Honcová
Alena Honcová (31. ledna 1929 Mladá Boleslav – 4. prosince 2019 Praha) byla česká sochařka.

## Životopis
Alena Honcová se narodila jako třetí dítě do rodiny Františka Honce a jeho manželky Marie, rozené Říjnové. Rané dětství prožila s rodiči v Mladé Boleslavi. Když začala chodit do první třídy, celá rodina se přestěhovala do Prahy. Již v dětství ráda kreslila. Také chodily často s maminkou do pražských divadel. V zájmu o umění ji podporovala pouze maminka. S otcem a sourozenci si nerozuměla. Když jí otec později vyhodil kresby a sochy, tak se s ním dokonce soudila.
V letech 1945 – 1948 studovala na pražské Státní odborné škole keramické pod vedením učitelů jako byl malíř Karel Valoušek (* 1895) nebo sochař Jan Znoj. Po maturitě byla v roce1948 přijata na Akademii výtvarných umění v Praze. Studovala obor medailérství a sochařství u profesora Otakara Španiela. Během studia se zúčastnila školních soutěží, kde získala několik ocenění. V letech 1953 – 1954 získala prospěchové stipendium a prodloužila si tak studium o dva roky. Během vysokoškolských studií se seznámila například s pozdější sochařkou Marii Uchytilovou-Kučovou nebo Vlastou Prachatickou a Janem Mathém.
V roce 1953 se stala členkou Českého fondu výtvarných úmění. V letech 1958 – 1959 získala od této organizace tvůrčí stipendium, které ji umožnilo soustředit se na vlastní tvorbu. Začátkem šedesátých let 20. století se provdala za malíře a grafika Václava Kimla. Spolu vstoupili v roce 1961 do tvůrčí skupiny Etapa. Ateliér si vybudovali v pražské Gorazdově ulici. Mezi jejich přátele patřili například Daniela a Karel Benešovi nebo sestry Jitka a Květa Válovy. Alena Honcová s rodinou žila a pracovala v Praze a později v Blaničce, kde si s manželem v roce 1968 koupili domek.
V roce 2001 a 2002 se zúčastnila Vltavotýnských výtvarných dvorků. Několikrát spolupracovala na aukcích, pořádaných Kontem Bariéry.

## Dílo
Tvůrčí začátky Aleny Honcové ovlivnil Otakar Španiel a sociální civilismus Otto Gutfreunda. Věnovala se převážně komorní plastice a portrétní tvorbě. Používala nejčastěji pálenou hlínu s polychromií, ale vytvořila sochařská díla také v mramoru (Podobizna Dáši, 1959, Galerie umění Karlovy Vary) nebo v bronzu (Postava, Galerie moderního umění, Roudnice nad Labem). V šedesátých letech dvacátého století se přiklonila k abstrakci a experimentovala se syntetickými materiály (Ležící dívka, 1961, dentacryl, Muzeum umění, Olomouc). Její díla jsou charakteristická stručnou a přehlednou stavbou objemů, důsledným vyklenutím tvaru zevnitř a úsporným použitím detailu. Inspiraci čerpala také částečně z raného díla Henryho Moora (jeho cyklus Ležících postav). V roce 1967 přestala vystavovat s tvůrčí skupinou Etapa.
Již ve svých uměleckých začátcích se věnovala portrétům. Na „I. přehlídce československého výtvarného umění“ (1951) vystavila sádrový Portrét děvčátka Helenky J. a v roce 1953 v Galerii mladých Portrét Blanky R z pálené hlíny. Vytvářela vlastní podobizny, kde využívala hladké modelace bez větších detailů i bez idealizace.
Během sedmdesátých a osmdesátých let se věnovala plastikám v primitivizující formě prostřednictvím čtyřhranných objemů. Navazovala na tvorbu Otty Gutfreunda z konce dvacátých let 20. století (plastika Děvče se psem). V této době byla inspirována antickou mytologií (Krásná Atalanta, nebo bohyně Pomona. Pracovala i se sociálními nebo civilními tématy, například Dáma, představuje sedící ženu, kdy postavu doplňují detaily jako boty na podpatku, klobouk nebo barevně polychromované korále.
Další portrétní plastiky stavěla na střídání konvexních a konkávních tvarů, dotvářejících objemnost díla. Inspirovaly ji nejen ženy z jejího okolí, ale také významné české ženy. Lze jmenovat díla vytvořená mezi lety 1981 – 1988 jako byly portréty Dívka, Iva nebo Květa. Vytvořila plastiky Boženy Benešové, Anny Marii Tilschové nebo Emy Destinnové.
Alena Honcová patřila k umělcům, kteří se snažili navazovat na soudobou evropskou scénu. Její práce mají ve sbírkách české galerie. Jsou zastoupeny i v soukromých sbírkách a v rodinném archivu.

### Ocenění
- 1967 – Pražský salon, 3. cena
- 1976 – Žena v současné tvorbě, 3. cena
- 2003 – cena Masarykovy akademie umění v Praze za uměleckou činnost[2]

### Zastoupení ve sbírkách
- Národní galerie v Praze
- Oblastní galerie Vysočiny v Jihlavě
- Severočeská galerie výtvarného umění v Litoměřicích
- Muzeum umění Olomouc
- Galerie moderního umění v Hradci Králové
- Alšova jihočeská galerie v Hluboké nad Vltavou
- Galerie umění Karlovy Vary
- Galerie moderního umění v Roudnici nad Labem
- Galerie Klatovy-Klenová

### Výstavy (výběr)
- 1952 Svaz českých výtvarných umělců III. středisko Mánes. III. členská výstava, Mánes, Praha
- 1958/1959 Umění mladých výtvarníků Československa 1958. Obrazy a plastiky, Jízdárna Pražského hradu, Praha, Dům umění města Brna
- 1960 Československá expozice, XII. Trienále keramiky, Milán[2]
- 1961 Tvůrčí skupina Etapa, Galerie Václava Špály, Praha
- 1965 Małarstwo a rzeźba z Pragi, Krakov
- 1966 Tvůrčí skupina Etapa: IV. výstava, Galerie Václava Špály, Praha
- 1967 Socha a kresba, Mánes, Praha
- 1967 První pražský salon, Bruselský pavilon, Praha
- 1968 Nové tendence v tvorbě mladých českých výtvarníků: Obrazy, kresby, grafika, plastiky z šedesátých let, Východočeská galerie v Pardubicích
- 1979 Výtvarní umělci dětem, Praha
- 1981 České malířství a sochařství 1900 - 1980, Alšova jihočeská galerie v Hluboké nad Vltavou
- 1983 20 let Galerie hlavního města Prahy, Staroměstská radnice, Praha
- 1987 Obrazy a sochy. Výstava pražských členů Svazu českých výtvarných umělců, Mánes, Praha
- 1993 Komorní plastika, Mánes, Praha
- 1993 Výstava současného českého sochařství, Mánes, Praha
- 2003 Z depozitáře Nadace Český fond umění, Galerie Václava Špály, Praha 1
- 2007/08 České umění XX. století: 1970-2007, Alšova jihočeská galerie v Hluboké nad Vltavou

#### Katalogy
- Etapa: IV. výstava skupiny, 1966, Svaz československých výtvarných umělců, Praha
- Socha a kresba, 1967, Petrová Eva, Svaz československých výtvarných umělců, Praha
- * NOVÁK, Luděk, ed. 300 malířů, sochařů, grafiků: 5 generací k 50 letům republiky. Praha: Svaz československých výtvarných umělců, [1968]. 135 s.
- České malířství a sochařství 1900-1980, 1981, Lauda B, Tetiva V, Alšova jihočeská galerie v Hluboké nad Vltavou
- Alena Honcová, 1990, Křížová Květa, Galerie Platýz, Praha
- Komorní plastika, 1993, Mánes, Praha